# Bleu de Bresse
El Bleu de Bresse es un queso azul que fue elaborado primero en la zona de Bresse (Francia) tras la Segunda Guerra Mundial. Se hace con leche entera, y tiene una corteza firme y comestible de un característico color blanco, y un aroma a hongos. Su interior cremoso, parecido en textura al Brie, contiene manchas de moho azul. Se le da forma de cilindros que pesan entre 125 y 500 g.

## Producción
El requesón, inoculado con Penicillium roqueforti, se pone en un molde perforado. Después de que adopte la forma deseada se retira del molde y se sala, se drena y se cubre con Penicillium camemberti pulverizado para formar la cubierta exterior.

## Historia
El Bleu de Bresse surgió en 1951 en una cooperativa agrícola cerca de Servoz como respuesta a la creciente popularidad de los quesos italianos. Los pequeños redondeles envasados fueron una innovación en el mercado minorista de la época.
- Wikimedia Commons alberga una categoría multimedia sobre Bleu de Bresse.

- Datos: Q883933
- Multimedia: Bleu de Bresse / Q883933